# الأدب البريطاني

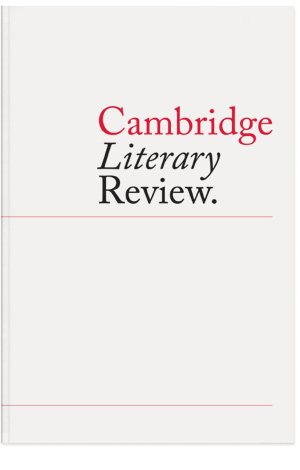
غلاف مجلة كامبريدج الأدبية، العدد الأول.

الأدب البريطاني هو نوع من أنواع الأدب الإنجليزي وهو أدب المملكة المتحدة وأيرلندا الشمالية وجزيرة مان وجزر القنال، يغطي هذا المقال الأدب البريطاني باللغة الإنجليزية وكذلك الأدب الأنجلوساكسوني (اللغة الإنجليزية القديمة)، وكذلك الأدب اللاتيني والأنجلو نورمان، حيث يرتبط الأدب في هذه اللغات بالتطور المبكر للغة الإنجليزية وآدابها.
لعب الكتاب الأيرلنديون دورًا مهمًا في تطوير الأدب في إنجلترا واسكتلندا، ولكن على الرغم من أن أيرلندا بأكملها كانت جزءًا سياسيًا من المملكة المتحدة بين يناير 1801 وديسمبر 1922، فقد يكون من المثير للجدل وصف الأدب الأيرلندي بأنه بريطاني بالنسبة للبعض، يشمل هذا أعمال مؤلفين من أيرلندا الشمالية أيضًا.

## الهوية البريطانية
تغيرت طبيعة الهوية البريطانية بمرور الوقت، عُرفت الجزيرة التي تحتوي على إنجلترا واسكتلندا وويلز باسم بريطانيا منذ عهد بليني الأكبر (23 - 79 بعد الميلاد). بدأت اللغة الإنجليزية كلغة وطنية مع الغزو الأنجلوسكسوني الذي بدأ حوالي عام 450 بعد الميلاد. قبل ذلك كان السكان يتحدثون بشكل رئيسي لغات سلتيك مختلفة. انضمت الأجزاء المكونة المختلفة للمملكة المتحدة الحالية في أوقات مختلفة، وتم ضم ويلز من قبل مملكة إنجلترا بموجب قوانين الاتحاد لعامي 1536 و1542، ومع ذلك لم يتم إنشاء مملكة بريطانيا العظمى حتى عام 1707 مع معاهدة بين إنجلترا واسكتلندا حتى وقت قريب إلى حد ما، استمر التحدث باللغات السلتية على نطاق واسع في اسكتلندا وويلز وكورنوال وأيرلندا ولا تزال هذه اللغات قائمة، خاصة في أجزاء من ويلز.
بعد ذلك، أدت القومية الأيرلندية إلى تقسيم أيرلندا في عام 1921، وبالتالي فإن الأدب في جمهورية أيرلندا ليس بريطانيًا، على الرغم من أن الأدب من أيرلندا الشمالية هو أدب إيرلندي وبريطاني.
تم الاعتراف بالأعمال المكتوبة باللغة الإنجليزية من قبل الكتاب الويلزيين، خاصة إذا كانت
المواضيع تتعلق بويلز ككيان مميز منذ القرن العشرين. نشأت الحاجة إلى هوية منفصلة لهذا النوع من الكتابة بسبب التطور الموازي لأدب اللغة الويلزية الحديث.
لأن بريطانيا كانت قوة استعمارية، انتشر استخدام اللغة الإنجليزية في جميع أنحاء العالم، منذ القرن التاسع عشر أو قبل ذلك في الولايات المتحدة، وفيما بعد في مستعمرات سابقة أخرى، بدأ كبار الكتاب الإنجليز في الظهور خارج حدود بريطانيا وأيرلندا وشمل هؤلاء فيما بعد الحائزين على جائزة نوبل.